# Geoffrey Cheshire
Geoffrey Chevalier Cheshire, född 27 juni 1886, död  27 oktober 1978, var en engelsk advokat (engelska barrister) och en inflytelserik rättsvetenskapsman. Han var far till den engelske krigshjälten Leonard Cheshire och stiftare till stiftelsen The Cheshire Foundation Homes for the Sick. 
År 1944 utnämndes Cheshire till Vinerian Professor of English Law vid Oxfords universitet och strax därefter till honorary bencher of Lincoln's Inn. Han var Doctor of Civil Law, Doctor of Laws och Fellow of the British Academy.